# صبحانه در پلوتون
صبحانه در پلوتون (به انگلیسی: Breakfast on Pluto) یک فیلم کمدی درام به نویسندگی و کارگردانی نیل جوردن است. این فیلم محصول کشورهای ایرلند و بریتانیا است و سال ۲۰۰۵ اکران شده‌است.
داستان دربارهٔ یک پسر یتیم است که به یک گروه موسیقی می‌پیوندد و آن جا شروع به کار می‌کند اما بعد از مدتی به رئیس گروه علاقه‌مند می‌شود و …

## داستان
فیلم به بیش از ۳۰فصل تقسیم شده‌است. در شهر تایرلین، نزدیک مرز ایرلند شمال در اواخر دهه۱۹۴۰، ایلی برگین، مادر پاتریک بردن، پسرش را جلوی یک خانه رها می‌کند. در ان خانه پدر پاتریک، پدر لیام، زندگی می‌کند. او ازنظر زیستی، مرد است اما کم‌کم به لباس‌های زنانه و رژلب علاقه پیدا می‌کند و این کار باعث خشم خانواده پرورشگاهی وی می‌شود. دوستان نزدیک پاتریک، چارلی، ایروین و لارنس و پدر لارنس او را می‌پذیرند و به او می‌گویند که ایلی شبیه بازیگر مو طلایی آمریکایی، میتزی گلوریا، بوده‌است.
داستان به سمت اواخر نوجوانی پاتریک می‌رود. او در مدرسه به دردسر می‌افتد، زیرا داستان‌هایی دربارهٔ حامله شدن و آمیزش جنسی می‌نویسد. مشخص می‌شود او تراجنسیتی است و خود را کیتن می‌نامد و از نام پاتریشیا نیز استفاده می‌کند. در مراسم اعتراف پیش پدر لیام می‌رود و دربارهٔ ایلی سؤال می‌کند ولی پاسخی نمی‌گیرد. کیتن به زودی از خانه فرار می‌کند و با گروه راک گلم همراه می‌شود و به رهبر گروه، بیلی احساس نزدیکی می‌کند. بیلی او را در خانه‌ای مستقر می‌کند که کیتن در آنجا سلاح‌های قاچاق برای ارتش جمهوری ایرلند می‌یابد. درهمین زمان، ایروین شروع به کار با این ارتش می‌کند. وقتی لارنس کشته می‌شود، کیتن سلاح‌ها را در دریاچه‌ها رها می‌کند. بیلی نیز به ارتش فرار می‌کند.
سفرهای بعدی کیتن به لندن برای یافتن ایلی است اما درابتدا بی‌ثمر است. او در یک پارک، به خوانندگی و رقاصی می‌پردازد اما ان را ازدست می‌دهد. پس مجبور به فاحشگی می‌شود و نخستین مشتری بشدت به وی حمله می‌کند. در این مسیر، برتی واگن شعبده باز، او را استخدام می‌کند. آن‌ها به سفری عاشقانه می‌روند اما وقتی برتی سعی می‌کند او را ببوسد توضیح می‌دهد که ازنظر زیستی زن نیست. برتی اعلام می‌کند که از قبل می‌دانست. به زودی، چارلی، نمایش برتی را پیدا می‌کند و کیتن را با خود می‌برد.
کیتن در کلابی با یک سرباز بریتانیایی می‌رقصد اما ارتش ایرلند با بمب آنجا را منفجر می‌کند و او صدمه می‌بیند. وقتی پلیس می‌فهمد او مرد و ایرلندی است، به عنوان مظنون تروریست دستگیر می‌شود اما بالاخره آزاد می‌شود. بعد از مدتی، پدرخوانده اش او را می‌یابد و آدرس ایلی را به او می‌دهد. کیتن به عنوان محقق شرکت تلفن به آنجا می‌رود و متوجه می‌شود یک برادر ناتنی به نام پاتریک دارد. با دیدن ایلی از هوش می‌رود اما هرگز هویت خود را فاش نمی‌کند.
وقتی ایروین توسط ارتش ایرلند کشته می‌شود، کیتن پیش چارلی حامله برمی گردد. باهم به لندن می‌روند. در آخرین صحنه، چارلی زایمان کرده و با کیتن در بیمارستان با ایلی و پاتریک مواجه می‌شود اما کیتن بازهم هویتش را افشا نمی‌کند.